# Államok vezetőinek listája 1946-ban
Ezen az oldalon az 1946-ban fennálló államok vezetőinek névsora olvasható földrészek, majd országok szerinti bontásban.

## Európa
- Albánia (népköztársaság)
  - A kommunista párt főtitkára – Enver Hoxha (1944–1985)
  - Államfő – Omer Nishani (1944–1953), lista
  - Kormányfő – Enver Hoxha (1944–1954), lista
- Andorra (parlamentáris társhercegség)
  - Társhercegek
    - Francia társherceg –

    1. Charles de Gaulle (1944–1946)
    2. Félix Gouin (1946)
    3. Georges Bidault (1946)
    4. Vincent Auriol (1946)
    5. Léon Blum (1946-1947), lista

    - Episzkopális társherceg – Ramon Iglesias i Navarri (1943–1969), lista
- Ausztria (szövetséges megszállás alatt)
  - Államfő – Karl Renner (1945–1950), lista
  - Kancellár – Leopold Figl (1945–1953), szövetségi kancellár lista
  - Amerikai főbiztos – Mark W. Clark (1945–1947)
  - Brit főbiztos – 
    1. Sir Richard McCreery (1945–1946)
    2. Sir James Steele (1946–1947)

  - Francia főbiztos – Antoine Béthouart (1945–1950)
  - Szovjet főbiztos – 
    1. Ivan Konyev (1945–1946)
    2. Vlagyimir Kuraszov (1946–1949)
- Belgium (parlamentáris monarchia)
  - Uralkodó – III. Lipót király (1934–1951)[1]
  - Régens – Károly herceg, Flandria grófja, Belgium régense (1944–1950)
  - Kormányfő – 
    1. Achille Van Acker (1945–1946)
    2. Paul-Henri Spaak (1946)
    3. Achille Van Acker (1945–1946)
    4. Camille Huysmans (1946–1947), lista
- Bolgár Cárság (monarchia)  Bulgária (népköztársaság)
- 1946. szeptember 15-én a Bolgár Cárságból Bolgár Népköztársaság lett.
  - Uralkodó - II. Simeon (1943–1946)
  - Régens - Venelin Ganev, Todor Pavlov, Cvjatko Bobosevszki (régenstanács, 1944–1946)
  - Államfő – Vaszil Kolarov (1946–1947), lista
  - Kormányfő – 
    1. Kimon Georgiev (1944–1946)
    2. Georgi Dimitrov (1946–1949), lista
- Csehszlovákia (köztársaság)
  - Államfő – Edvard Beneš (1945–1948), lista
  - Kormányfő – 
    1. Zdeněk Fierlinger (1945–1946)
    2. Klement Gottwald (1946–1948), lista
- Dánia (parlamentáris monarchia)
  - Uralkodó – X. Keresztély (1912–1947), király
  - Kormányfő – Knud Kristensen (1945–1947), lista
- Egyesült Királyság (parlamentáris monarchia)
  - Uralkodó – VI. György (1936–1952), lista
  - Kormányfő – Clement Attlee (1945–1951), lista
- Finnország (köztársaság)
  - Államfő – 
    1. Carl Gustaf Emil von Mannerheim (1944–1946)
    2. Juho Kusti Paasikivi (1946–1956), lista

  - Kormányfő – 
    1. Juho Kusti Paasikivi (1944–1946)
    2. Mauno Pekkala (1946–1948), lista

  -  Åland –
    - Kormányfő – Viktor Strandfält (1938–1955)
- Franciaország (köztársaság)
  - Államfő – 
    1. Charles de Gaulle ideiglenes államelnök (1944–1946)
    2. Félix Gouin ideiglenes államelnök (1946)
    3. Georges Bidault ideiglenes államelnök (1946)
    4. Léon Blum ideiglenes államelnök (1946–1947), lista
- Görögország (monarchia)
  - Uralkodó – II. György (1935–1947)
  - Régens - Damaszkinosz Papandriu érsek (1944–1946)
  - Kormányfő – 
    1. Themisztoklisz Szofoulisz (1945–1946)
    2. Panajotisz Poulicasz (1946)
    3. Konsztantinosz Caldarisz (1946–1947), lista
- Hollandia (parlamentáris monarchia)
  - Uralkodó – Vilma királynő (1890–1948)
  - Miniszterelnök – 
    1. Wim Schermerhorn (1945–1946)
    2. Louis Beel (1946–1948), lista
- Izland (köztársaság)
  - Államfő – Sveinn Björnsson (1944–1952),[2] lista
  - Kormányfő – Ólafur Thors (1944–1947), lista
- Írország (köztársaság)
  - Uralkodó – VI. György ír király (1936–1949)
  - Államfő – Seán T. O'Kelly (1945–1959), lista
  - Kormányfő – Éamon de Valera (1932–1948), lista
- Jugoszlávia (népköztársaság)
  - A kommunista párt vezetője – Josip Broz Tito (1936–1980), a Jugoszláv Kommunista Liga Elnökségének elnöke
  - Államfő – Ivan Ribar (1943–1953), Jugoszlávia Elnöksége elnöke, lista
  - Kormányfő – Josip Broz Tito (1943–1963), lista
- Lengyelország (népköztársaság)
  - A kommunista párt vezetője – Władysław Gomułka (1943–1948), a Lengyel Egyesült Munkáspárt KB első titkára
  - Államfő – Bolesław Bierut (1944–1952), lista
  - Kormányfő – Edward Osóbka-Morawski (1944–1947), lista
- Liechtenstein
  - Uralkodó – II. Ferenc József herceg (1938–1989)
  - Kormányfő – Alexander Frick (1945–1962), lista
- Luxemburg (parlamentáris monarchia)
  - Uralkodó – Sarolta nagyhercegnő (1919–1964)[3]
  - Kormányfő – Pierre Dupong (1937–1953),[4] lista
- Magyar Királyság  Magyarország
- 1946. február 2-án a Magyar Királyságot felváltotta a Magyar Köztársaság.
  - Államfő – 
    1. Nemzeti Főtanács (1945–1946)
    2. Tildy Zoltán (1946–1948), az Elnöki Tanács elnöke, lista

  - Kormányfő – 
    1. Tildy Zoltán (1945–1946)
    2. Rákosi Mátyás (1946)
    3. Nagy Ferenc (1946-1947), lista
- Monaco
  - Uralkodó – II. Lajos herceg (1922–1949)
  - Államminiszter – Pierre de Witasse (1944–1948), lista
- Németország (szövetséges megszállás alatt)
  - Amerikai övezet
    - Katonai kormányzó – Joseph T. McNarney (1945–1947)

  - Brit övezet
    - Katonai kormányzó –

    1. Bernard Montgomery (1945–1946)
    2. Sir Sholto Douglas (1946–1947)

  - Francia övezet
    - Katonai kormányzó – Marie-Pierre Kœnig (1945–1949)

  - Szovjet övezet
    - Katonai kormányzó –

    1. Georgij Konsztantyinovics Zsukov (1945–1946)
    2. Vaszilij Szokolovszkij (1946–1949)
- Norvégia (parlamentáris monarchia)
  - Uralkodó – VII. Haakon király (1905–1957)
  - Kormányfő – Einar Gerhardsen (1945–1951), lista
- Olaszország
- 1946. június 18-án az Olasz Királyságot felváltotta az Olasz Köztársaság.
  - Uralkodó -
    1. III. Viktor Emánuel (1900–1946)
    2. II. Umbertó (1946)

  - Államfő – 
    1. Alcide De Gasperi ideiglenes államfő (1946)
    2. Enrico De Nicola (1946–1948) ideiglenes államfő, lista

  - Kormányfő – Alcide De Gasperi (1945–1953), lista
- Portugália (köztársaság)
  - Államfő – Óscar Carmona (1926–1951), lista
  - Kormányfő – António de Oliveira Salazar (1933–1968), lista
- Román Királyság (monarchia)
  - Uralkodó – I. Mihály (1940–1947), lista
  - Kormányfő – Petru Groza (1945–1952), lista
- San Marino (köztársaság)
  - San Marino régenskapitányai:
    1. Ferruccio Martelli és Secondo Fiorini (1945 október–1946 március)
    2. Giuseppe Forcellini és Vincenzo Pedini (1946 április-szeptember)
    3. Filippo Martelli és Luigi Montironi (1946 október–1947 március), régenskapitányok
- Spanyolország (totalitárius állam)
  - Államfő – Francisco Franco (1936–1975)
  - Kormányfő – Francisco Franco (1938–1973), lista
- Svájc (konföderáció)
  - Szövetségi Tanács:[5]
Philipp Etter (1934–1959), Walther Stampfli (1940–1947), Enrico Celio (1940–1950), Eduard von Steiger (1940–1951), Karl Kobelt(1940–1954, elnök), Ernst Nobs (1943–1951), Max Petitpierre (1944–1961)
- Svédország (parlamentáris monarchia)
  - Uralkodó – V. Gusztáv király (1907–1950)
  - Kormányfő – 
    1. Per Albin Hansson (1936–1946)
    2. Östen Undén ideiglenes miniszterelnök (1946)
    3. Tage Erlander (1946–1969), lista
- Szovjetunió (szövetségi népköztársaság)
  - A kommunista párt vezetője – Joszif Sztálin (1922–1953), a Szovjetunió Kommunista Pártjának főtitkára
  - Államfő – 
    1. Mihail Kalinyin (1922–1946)
    2. Nyikolaj Svernyik (1946–1953), lista

  - Kormányfő – Joszif Sztálin (1941–1953), lista
- Vatikán (abszolút monarchia)
  - Uralkodó – XII. Piusz pápa (1939–1958)
  - Államtitkár – Nicola Canali bíboros (1939–1961), lista

## Afrika
- Dél-afrikai Unió (monarchia)
  - Uralkodó – VI. György Dél-Afrika királya (1936–1952)
  - Főkormányzó – 
    1. Nicolaas Jacobus de Wet (1943–1946)
    2. Gideon Brand van Zyl (1946–1951), Dél-Afrika kormányát igazgató tisztviselő

  - Kormányfő – Jan Smuts (1939–1948), lista
- Egyiptom (monarchia)
  - Uralkodó – I. Farúk király (1936–1952)
  - Kormányfő – 
    1. Mahmúd an-Nukrasi Pasa (1945–1946)
    2. Iszmail Szidki (1946)
    3. Mahmúd an-Nukrasi Pasa (1946–1948), lista
- Etiópia (monarchia)
  - Uralkodó – Hailé Szelasszié császár (1930–1974)[6]
  - Miniszterelnök – Makonnen Endelkacsu (1942–1957), lista
- Libéria (köztársaság)
  - Államfő – William Tubman (1944–1971), lista

## Dél-Amerika
- Argentína (köztársaság)
  - Államfő – 
    1. Edelmiro Julián Farrell (1944–1946)
    2. Juan Domingo Perón (1946–1955), lista
- Bolívia (köztársaság)
  - Államfő – 
    1. Gualberto Villarroel köztársasági elnök (1944–1946)
    2. Néstor Guillén az ideiglenes junta elnöke (1946)
    3. Tomás Monje az ideiglenes junta elnöke (1946–1947), lista
- Brazília (köztársaság)
  - Államfő – 
    1. José Linhares (1945–1946)
    2. Eurico Gaspar Dutra (1946–1951), lista
- Chile (köztársaság)
  - Államfő – 
    1. Juan Antonio Ríos (1942–1946)
    2. Alfredo Duhalde ideiglenes elnök (1946)
    3. Vicente Merino ideiglenes elnök (1946)
    4. Juan Antonio Iribarren ideiglenes elnök (1946)
    5. Gabriel González Videla (1946–1952), lista
- Ecuador (köztársaság)
  - Államfő – José María Velasco Ibarra (1944–1947), lista
- Kolumbia (köztársaság)
  - Államfő – 
    1. Alberto Lleras Camargo (1945–1946)
    2. Mariano Ospina Pérez (1946–1950), lista
- Paraguay (köztársaság)
  - Államfő – Higinio Moríñigo (1940–1948), lista
- Peru (köztársaság)
  - Államfő – José Bustamante y Rivero (1945–1948), lista
  - Kormányfő –
    1. Rafael Belaúnde Diez Canseco (1945–1946)
    2. Julio Ernesto Portugal Escobedo (1946–1947), lista
- Uruguay (köztársaság)
  - Államfő – Juan José de Amézaga (1943–1947), lista
- Venezuela (köztársaság)
  - Államfő – Romulo Betancourt (1945–1948), lista

## Észak- és Közép-Amerika
- Amerikai Egyesült Államok (köztársaság)
  - Államfő – Harry S. Truman (1945–1953), lista
- Costa Rica (köztársaság)
  - Államfő – Teodoro Picado Michalski (1944–1948), lista
- Dominikai Köztársaság (köztársaság)
  - De facto országvezető – Rafael Trujillo Molina (1930–1961)
  - Államfő – Rafael Trujillo Molina (1942–1952), lista
- Salvador (köztársaság)
  - Államfő – Salvador Castaneda Castro (1945–1948), lista
- Guatemala (köztársaság)
  - Államfő – Juan José Arévalo (1945–1951), lista
- Haiti (köztársaság)
  - Államfő – 
    1. Élie Lescot (1941–1946)
    2. Franck Lavaud a Katonai Végrehajtó Bizottság elnöke (1946)
    3. Dumarsais Estimé (1946–1950), lista
- Honduras (köztársaság)
  - Államfő – Tiburcio Carías Andino (1933–1949), lista
- Kanada (parlamentáris monarchia)
  - Uralkodó – VI. György Kanada királya (1936–1952)
  - Főkormányzó – 
    1. Alexander Cambridge (1940–1946)
    2. Harold Alexander (1946–1952), lista

  - Kormányfő – William Lyon Mackenzie King (1935–1948), lista
- Kuba (köztársaság)
  - Államfő – Ramón Grau (1944–1948), lista
  - Kormányfő –Carlos Prío Socarrás (1945–1947), lista
- Mexikó (köztársaság)
  - Államfő – 
    1. Manuel Ávila Camacho (1940–1946)
    2. Miguel Alemán Valdés (1946–1952), lista
- Nicaragua (köztársaság)
  - Államfő – Anastasio Somoza (1937–1947), lista
- Panama (köztársaság)
  - Államfő – Enrique Adolfo Jiménez (1945–1948), lista

## Ázsia
- Afganisztán (köztársaság)
  - Uralkodó – Mohamed Zahir király (1933–1973)
  - Kormányfő – 
    1. Mohammad Hasim Khan (1929–1946)
    2. Sah Mahmúd Khan (1946–1953), lista
- Fülöp-szigetek
- 1946. július 4-én vált függetlenné.
  - Főkormányzó - Paul V. McNutt (1945–1946)
  - Államfő – 
    1. Sergio Osmeña (1944–1946)
    2. Manuel Roxas (1946–1948), lista
- Indonézia (el nem ismert szakadár állam)
  - Államfő – Sukarno (1945–1967), lista
  - Kormányfő – Sutan Sjahrir (1945–1947), lista
- Irak (monarchia)
  - Uralkodó – II. Fejszál iraki király (1939–1958)
  - Kormányfő – 
    1. Hamdi al-Pacsacsi (1944–1946)
    2. Taufika al-Szuvaidi (1946)
    3. Arsad al-Umari (1946)
    4. Nuri asz-Szaid (1946–1947), lista
- Irán (monarchia)
  - Uralkodó – Mohammad Reza Pahlavi sah (1941–1979)
  - Kormányfő – 
    1. Ebrahim Hakimi (1945–1946),
    2. Ahmad Kavam (1946–1947), lista

  - Azerbajdzsán Népköztársaság (el nem ismert autonóm köztársaság)
  - 1946 decemberében megszűnt.
    - Államfő - Dzsafar Pisevari (1945–1946)
    - Kormányfő - Ahmad Kordari (1945–1946)

  -  Mahabádi Köztársaság (Kurdisztán) (el nem ismert szakadár állam)
  - 1946. január 22. és 1946. december 15. között létezett.
    - Államfő - Kázi Muhammad (1946)
    - Kormányfő - Hadzsi Baba Sejk (1946)
- Japán (Szövetségesi megszállás alatt)
  - Uralkodó – Hirohito császár (1926–1989)
  - Kormányfő – 
    1. Sidehara Kidzsúró (1945–1946)
    2. Josida Sigeru (1946–1947), lista

  - Katonai kormányzó – Douglas MacArthur (1945–1951), a Szövetségesek főparancsnoka
- Jemen (monarchia)
  - Uralkodó – Jahia Mohamed Hamidaddin király (1904–1948)
- Kína (köztársaság)
  - Államfő – Csang Kaj-sek (1943–1949), Kína Nemzeti Kormányának elnöke, lista
  - Kormányfő – Szung Ce-ven (1945–1947), lista
  -  Kelet-Turkesztán(el nem ismert szakadár állam)
  - 1946. június 16-án visszacsatolták Kínához.
    - Államfő - Elihan Tore (1944–1946)

  -  Tibet (el nem ismert, de facto független állam)
    - Uralkodó – Tendzin Gyaco, Dalai láma (1939–)[7]
- Libanon (köztársaság)
  - Államfő – Bechara El Khoury (1943–1952), lista
  - Kormányfő – 
    1. Szami asz-Szolh (1945–1946)
    2. Szádi al-Munla (1946)
    3. Riad asz-Szolh (1946–1951), lista
- Maszkat és Omán (abszolút monarchia)
  - Uralkodó – III. Szaid szultán (1932–1970)
- Mongólia (népköztársaság)
  - A kommunista párt vezetője – Jumdzságin Cedenbál (1940–1954), a Mongol Forradalmi Néppárt Központi Bizottságának főtitkára
  - Államfő – Goncsigín Bumcend (1940–1953), Mongólia Nagy Népi Hurálja Elnöksége elnöke, lista
  - Kormányfő – Horlógín Csojbalszan (1939–1952), lista
- Nepál (alkotmányos monarchia)
  - Uralkodó – Tribhuvana király (1911–1950)
  - Kormányfő – Padma Samser Dzsang Bahadur Rana (1945–1948), lista
- Szaúd-Arábia (abszolút monarchia)
  - Uralkodó – Abdul-Aziz király (1902–1953)[8]
- Sziám (parlamentáris monarchia)
  - Uralkodó – 
    1. Ananda Mahidol (1935–1946)
    2. Bhumibol Aduljadezs király (1946–2016)

  - Régens – Rangszit Prajuraszakdi (1946–1951), Thaiföld régense
  - Kormányfő – 
    1. Szeni Pramot (1945–1946)
    2. Kuang Apajvong (1946)
    3. Pridi Banomyong (1946)
    4. Thavan Thamrongnavaszavat (1946–1947), lista
- Szíria (köztársaság)
  - Államfő – Sukri al-Kuvatli (1943–1949), lista
  - Kormányfő – 
    1. Szádallah al-Dzsabiri (1945–1946)
    2. Khalid al-Azm (1946)
    3. Dzsamíl Mardam Bej (1946–1948), lista
- Törökország (köztársaság)
  - Államfő – İsmet İnönü (1938–1950), lista
  - Kormányfő – 
    1. Şükrü Saracoğlu (1942–1946)
    2. Recep Peker (1946–1947), lista
- Transzjordánia (alkotmányos monarchia)
- A Transzjordániai Emírség 1946. május 25-én vált függetlenné Transzjordániai Hasemita Királyság néven.
  - Brit kormányzó - Alec Kirkbride (1939–1946)
  - Uralkodó – I. Abdullah király (1921–1951)
  - Kormányfő – Ibrahim Hasem (1945–1947), lista
- Dél-Vietnám (Kokinkínai Köztársaság)
- Függetlenségét deklarálta 1946. június 1-jén.
  - Államfő – 
    1. Nguyễn Văn Thinh (1946)
    2. Nguyễn Văn Xuân (1946)
    3. Lê Văn Hoạch (1946–1947), lista
- Észak-Vietnam (népköztársaság)
  - A kommunista párt főtitkára – Trường Chinh (1941–1956), főtitkár
  - Államfő – Ho Si Minh (1945–1969), lista
  - Kormányfő – Ho Si Minh (1945–1955), lista

## Óceánia
- Ausztrália (parlamentáris monarchia)
  - Uralkodó – VI. György Ausztrália királya (1936–1952)
  - Főkormányzó – Henrik gloucesteri herceg (1945–1947), lista
  - Kormányfő – Ben Chifley (1945–1949), lista
- Új-Zéland (Az Új-Zélandi Domínium név 1947 novemberében Új-Zélandra változott. Parlamentáris monarchia)
  - Uralkodó – VI. György Új-Zéland királya (1936–1952)
  - Főkormányzó – 
    1. Sir Cyril Newall (1941–1946)
    2. Sir Michael Myers (1946)
    3. Sir Bernard Freyberg (1946–1952), lista

  - Kormányfő – Peter Fraser (1940–1949), lista